# Shu
Shu (também grafado na forma aportuguesada Chu) é o deus egípcio do ar seco, do estado masculino, calor, luz e perfeição. Juntos, Shu e Téfnis geraram Geb e Nut. Shu é o responsável por separar o céu da terra (sendo representado como um homem tendo Geb, a terra, em seus pés, e levantando Nut, o céu, com os braços, numa representação que se assemelha ao Atlas da mitologia grega). É ele também quem traz a vida com a luz do dia. É representado como um homem usando uma grande pluma de avestruz na cabeça. Criou também as estrelas pelas quais os seres humanos podem elevar-se e atingir os céus e as colocou na cidade de Gaaemynu. Ele só se tornou popular a partir do Reino Novo.